# Guderup
Guderup er en by midt på Als med 2.392 indbyggere  (2025), beliggende 12 km sydøst for Nordborg, 9 km vest for Fynshav og 15 km nordøst for Sønderborg. Byen hører til Sønderborg Kommune og ligger i Region Syddanmark.
Guderup hører til Egen Sogn. Egen Kirke ligger i Guderups sydlige bydel Egen. Den var en af øens ældste landsbyer, men Guderup er nu vokset sammen med den.

## Faciliteter
- Nørreskov-Skolen, der har navn efter Nørreskoven ved kysten nord for Guderup, har 376 elever, fordelt på 0.-9. klassetrin.[2] Guderup-Hallen er tilknyttet skolen.[3]
- Egen Ungdoms- & Idrætsforening (EUI) har ca. 850 aktive medlemmer og tilbyder bl.a. fodbold, håndbold, gymnastik, tennis, badminton og line dance. Som de fleste andre byer i Sønderjylland har Guderup en årlig ringridning, som foregår den fjerde søndag i juli.
- Guderup Børnehave er normeret til 60 børn.[4]
- Guderup Plejecenter har specialiseret sig i demens og har 28 specialboliger til demente. Ved centret er der desuden 24 ældreboliger til alment svækkede og et aktivitetscenter.[5]
- Det gamle Egen Forsamlingshus, der blev opført i 1908, har gennem tiden været benyttet til alt fra gymnastik[6] til folkeafstemninger. I dag er forsamlingshuset privatdrevet og bliver primært benyttet til fest og andre arrangementer.[7]
- Nymølle Kro fra 1893 ligger i Egen ved landevejen. Kroen drives udelukkende med selskabslokaler: en stor sal til 80 personer og restauranten til 50 personer.[8]
- Byen har flere supermarkeder og et lægehus.

## Historie
Byen ligger 2-3 km syd for den lille Hjortspring Mose, hvor Hjortspringbåden blev fundet i 1921.

### Amtsbanerne på Als
Guderup var en landsby, da den fik jernbanestation på Amtsbanerne på Als (1898-1933). Stationen lå 1 km nord for kirkelandsbyen Egen, men umiddelbart syd for Guderup, som den fik navn efter. I nogle måneder var den endestation på strækningen fra Sønderborg inden den blev forlænget til Nordborg. Guderup Station er bevaret på Østergade 1 som pizzeria.
I tiden som stationsby fik Guderup mejeri, kro, bageri, forsamlingshus, telefoncentral, lægebolig og autoværksted. Selv præstegården lå i Guderup.

### Genforeningen
I krydset Søndergade/Østergade på den tidligere stationsplads står en sten, der blev afsløret på Valdemarsdag 1921 til minde om Genforeningen i 1920 og har inskriptionen: "Denne sten rejste Egen sogns beboere til minde om at vi den 20.2.1920 stemte os hjem til Danmark med 1030 danske mod 50 tyske stemmer.

## Linak
Efter Danfoss er Linak i Guderup det næststørste industrieventyr på Als med ca. 2.000 medarbejdere i 35 lande.